# Cessna Citation III
Dimensions
Le Cessna Citation III est un avion d'affaires produit par Cessna et appartenant à la série des Cessna Citation.

## Histoire
Le Citation III (modèle 650) est un avion d'affaires pouvant transporter de 6 à 9 passagers. Il est équipé de 2 moteurs Garrett TFE731-3B de 16,24 kN de poussée. Il est doté d'un nouveau fuselage, dont la section est plus grande que sur les précédents Citation I et Citation II.
Un premier prototype vole pour la première fois le 30 mai 1979. Mais la FAA impose des modifications à la suite de l'accident du Vol American Airlines 191. Un deuxième prototype vole le 2 mai 1980. L'avion est certifié le 30 avril 1982.
Le Cessna Citation III est remplacé en 1992 par deux évolutions: Citation VI (moins luxueux) et Citation VII (plus puissant). 360 exemplaires seront produits au total entre 1982 et 2000.
La section du fuselage du Citation III sera conservée pour les modèles suivants: Citation X, Citation Excel et Citation Sovereign.

## Modèles
Citation III
Modèle 650 original.
202 exemplaires produits entre 1982 et 1992.
Citation IV (annulé)
Devait être une version allongée de plus d'un mètre. Le programme est finalement annulé.
Aucun exemplaire n'a été construit.
Citation VI
Modèle moins cher, doté d'un intérieur moins luxueux.
39 exemplaires produits entre 1992 et 1995.
Citation VII
Modèle doté de moteurs plus puissants Garrett TFE731-4R de 18,15 kN de poussée.
119 exemplaires produits entre 1992 et 2000.
A noter, concernant la dénomination, que le Citation V, développé en 1987, est une version allongée du Citation II et n'est donc pas une évolution du Citation III.